# Amerikanska Jungfruöarna i olympiska sommarspelen 1988
Amerikanska Jungfruöarna deltog i olympiska sommarspelen 1988. Amerikanska Jungfruöarnas trupp bestod av 22 idrottare varav 19 män och 3 kvinnor.

## Medaljer

### Silver
- Segling
  - Finjolle: Peter Holmberg

## Resultat

### Cykling
Damernas linjelopp
- - Stephanie McKnight - 48

### Friidrott
Herrarnas 100 meter
- - Neville Hodge - utslagen i försöken
  - Jimmy Flemming - utslagen i försöken

Herrarnas 200 meter
- - Jimmy Flemming - utslagen i kvartsfinalen

Herrarnas 400 meter
- - Desai Wynter - utslagen i försöken

Herrarnas maraton
- - Calvin Dallas - 77
  - Wallace Williams - 81
  - Marlon Williams - 88

Damernas 200 meter
- - Ruth Morris - utslagen i försöken

Damernas 400 meter
- - Ruth Morris - utslagen i försöken

### Ridsport
Individuell fälttävlan
- - Eric Brodnax - 35

### Segling
Herrar
| Seglare        | Gren                  | Lopp | Lopp | Lopp | Lopp | Lopp | Lopp | Lopp | Nettopoäng | Slutlig placering |
| Seglare        | Gren                  | 1    | 2    | 3    | 4    | 5    | 6    | 7    | Nettopoäng | Slutlig placering |
| -------------- | --------------------- | ---- | ---- | ---- | ---- | ---- | ---- | ---- | ---------- | ----------------- |
| Luke Baldauf   | Herrarnas division II | 25   | 25   | 30   | 22   | RET  | 21   | 15   | 174.0      | 24                |
| Peter Holmberg | Herrarnas finnjolle   | 17   | 2    | 3    | PMS  | 1    | 3    | 2    | 40.4       | 2                 |

Öppna klasser
| Seglare                    | Gren    | Lopp | Lopp | Lopp | Lopp | Lopp | Lopp | Lopp | Nettopoäng | Slutlig placering |
| Seglare                    | Gren    | 1    | 2    | 3    | 4    | 5    | 6    | 7    | Nettopoäng | Slutlig placering |
| -------------------------- | ------- | ---- | ---- | ---- | ---- | ---- | ---- | ---- | ---------- | ----------------- |
| Jean Braure Hans Reiter    | Tornado | 21   | 23   | 20   | 21   | DNS  | 21   | RET  | 166.0      | 22                |
| John F. Foster John Foster | Starbåt | 17   | 17   | 20   | 18   | 18   | 15   | 16   | 137,0      | 20                |

### Simning
50 m frisim herrar
- - Hans Foerster - 44
  - Ronald Pickard - 47

100 m frisim herrar
- - Hans Foerster - 54
  - Ronald Pickard - 58

200 m frisim herrar
- - Hans Foerster - 58
  - Kristan Singleton - 59

4 x 100 m frisim herrar
- - Hans Foerster, Kraig Singleton, Kristan Singleton, William Cleveland - 18

4 x 200 m frisim herrar
- - Hans Foerster, Kraig Singleton, Ronald Pickard, William Cleveland - 13

- 100 m ryggsim herrar
  - Kraig Singleton - 55

- 200 m ryggsim herrar
  - Kraig Singleton - 49

- 100 m fjärilsim herrar
  - Kristan Singleton - 44
  - William Cleveland - 45

- 200 m fjärilsim herrar
  - William Cleveland - 39
  - Kristan Singleton - 40

- 200 m medley herrar
  - Kraig Singleton - 46

4 x 100 m medley herrar
- - William Cleveland, Kraig Singleton, Kristan Singleton, Hans Foerster - 24

- 100 m ryggsim damer
  - Tricia Duncan - 34

- 200 m ryggsim damer
  - Tricia Duncan - 30

### Skytte
- 50 m Gevär 3 positioner herrar
  - Bruce Meredith - 47

- 50 m Gevär liggande herrar
  - Bruce Meredith - 50